# Episodi di Squadra Speciale Colonia (quattordicesima stagione)
La quattordicesima stagione della serie televisiva Squadra speciale Colonia è stata trasmessa tra il 2015 e il 2016 sul canale tedesco ZDF.
In Italia la stagione è stata trasmessa in prima visione assoluta su Rai 2 dal 28 novembre 2018 al 14 settembre 2020.
| N° | Titolo originale       | Titolo in italiano     | Prima TV Germania | Prima TV Italia   |
| -- | ---------------------- | ---------------------- | ----------------- | ----------------- |
| 1  | Das letzte Versprechen | Malù                   | 6 ottobre 2015    | 28 novembre 2018  |
| 2  | Tod durch Ertrinken    | Morte in piscina       | 13 ottobre 2015   | 28 novembre 2018  |
| 3  | Vorurteile             | Pregiudizi             | 20 ottobre 2015   | 29 novembre 2018  |
| 4  | Nackte Tatsachen       | Nudi e crudi           | 27 ottobre 2015   | 29 novembre 2018  |
| 5  | Bickendorfer Büdchen   | Incontri letali        | 3 novembre 2015   | 30 novembre 2018  |
| 6  | Der Kölschbaron        | Amore e morte          | 10 novembre 2015  | 30 novembre 2018  |
| 7  | Schatten am Fenster    | Un'ombra alla finestra | 17 novembre 2015  | 3 dicembre 2018   |
| 8  | Blutspuren             | Tracce di sangue       | 24 novembre 2015  | 3 dicembre 2018   |
| 9  | Zombie mit Sahne       | Zombie con panna       | 1 dicembre 2015   | 4 dicembre 2018   |
| 10 | Knockout               | Incontro di pugilato   | 8 dicembre 2015   | 4 dicembre 2018   |
| 11 | Blutige Abrechnung     | La colpa               | 15 dicembre 2015  | 5 dicembre 2018   |
| 12 | Weiterbildung Mord     | Guide turistiche       | 22 dicembre 2015  | 5 dicembre 2018   |
| 13 | Alte Wunden            | Antiche ferite         | 29 dicembre 2015  | 6 dicembre 2018   |
| 14 | Nico                   | Nico                   | 5 gennaio 2016    | 6 dicembre 2018   |
| 15 | Chancenlos             | Opportunità            | 12 gennaio 2016   | 7 dicembre 2018   |
| 16 | Verstummt              | Senza parole           | 19 gennaio 2016   | 7 dicembre 2018   |
| 17 | Nach so vielen Jahren  | Dopo tanti anni        | 26 gennaio 2016   | 28 settembre 2019 |
| 18 | Scham                  | Vergogna               | 2 febbraio 2016   | 14 settembre 2020 |
| 19 | Verhängnisvolles Date  | L'appuntamento fatale  | 9 febbraio 2016   | 5 ottobre 2019    |
| 20 | Der einzige Ausweg     | L'unica via d'uscita   | 3 marzo           | 5 ottobre 2019    |
| 21 | Hammerfrauen           | Donne e bricolage      | 23 febbraio 2016  | 23 maggio 2020    |
| 22 | Außer Kontrolle        | Fuori controllo        | 1 marzo 2016      | 23 maggio 2020    |
| 23 | Blutiges Brautkleid    | L'abito da sposa       | 8 marzo 2016      | 30 maggio 2020    |
| 24 | Kruppkas letzte Fahrt  | L'ultimo viaggio       | 15 marzo 2016     | 30 maggio 2020    |
| 25 | Tödlicher Alleingang   | Assolo mortale         | 22 marzo 2016     | 6 giugno 2020     |